# Дауншифтинг
Даунши́фтинг (англ. downshifting, переключение автомобиля на более низкую передачу, а также замедление или ослабление какого-либо процесса) — термин, обозначающий человеческую философию «жизни ради себя», «отказа от чужих целей». Родственен понятиям «simple living» (с англ. — «простой образ жизни») и «опрощение». Люди, причисляющие себя к дауншифтерам, склонны отказываться от стремления к пропагандируемым общепринятым благам (постоянному увеличению материального капитала, карьерному росту и т. д.), ориентируясь на «жизнь ради себя».

## История
Считается, что термин «дауншифтинг» был впервые использован в печати американской журналисткой Сарой Бен Бреатна в статье «Жизнь на пониженной передаче: дауншифтинг и новый взгляд на успех в 90-е» (англ. Living in A Lower Gear: Downshifting: Redefining Success in the '90s), опубликованной в газете «The Washington Post» 31 декабря 1991 года. Он стал распространённым явлением в Британии, Австралии и США.
Идеология дауншифтинга, имеющего очевидные идеологические параллели с культурой хиппи и философией нью-эйдж, и сам термин «дауншифтинг» распространились на рубеже XX—XXI веков в странах Запада, позже явление проникло в Россию. В России движение в основном представлено в крупнейших мегаполисах — Москве и Санкт-Петербурге.
Дауншифтинг представляется своим последователям протестом против идеалов общества потребления, приверженность к дауншифтингу оправдывается рядом недостатков, присущих обществу потребления — главным образом, отрицанием необходимости развития человека как личности (по Марксу — 3-я степень отчуждения — «отчуждение человека от своей человеческой сущности»).
Существует и другая точка зрения на дауншифтинг, согласно которой данное явление не имеет ничего общего с достижением гармонии в жизни и душевного комфорта. Противники дауншифтинга считают стремление сделать карьеру, стать успешным и финансово независимым естественными потребностями человека, а вовсе не навязанными обществом целями, как это представляет дауншифтинг.
В своей книге «Без суеты. Как перестать спешить и начать жить» (англ. In Praise of Slowness) британский журналист Карл Оноре объединил дауншифтинг и опрощение в единое понятие — медленное движение.
В разных странах дауншифтинг приобретает различные специфические черты. Так, «бывалый дауншифтер» Александр Соколов утверждает, что в Великобритании дауншифтинг имеет экологический подтекст («употребление или выращивание органических продуктов, особое отношение к мусору и его вторичной переработке, экономия энергии»), в то время как «в Австралии фокус смещён в сторону смены жилья и места проживания». В России дауншифтинг чаще всего воспринимают как переселение в развивающуюся страну (особенно популярны Индия и Таиланд), при этом источником средств к существованию часто является сдача в аренду освобождаемой квартиры в России.

## Ценности и мотивы
Стремление замедлить темп жизни и разумно использовать время, не растрачивая при этом много денег, являются главными ценностями дауншифтинга. Другими догматами дауншифтинга являются получение удовольствия от досуга, например, возможность проводить больше времени в кругу родных и тех, к кому индивид испытывает любовь и привязанность, а также возможность тратить больше времени на саморазвитие, хобби, благотворительность и иные увлечения.
Таким образом, время выступает главным активом индивида, а его разумное использование – главной ценностью. Иными словами, индивид стремится избавиться от назойливой концепции консьюмеризма (работай, чтобы тратить), бессмысленной гонки обладания ненужными вещами (новинки, бренды и тому подобное) и ищет пути для достижения гармоничного баланса в цикле «работа — жизнь», чтобы вырваться из замкнутого круга, известного под названием «крысиные бега». Цель дауншифтинга проста: стремление к самопознанию и пониманию смысла жизни.
Из-за того, что дауншифтинг имеет более персональный характер и делает акцент на изменениях, менее значительных, чем радикальная смена стиля жизни, это направление привлекает всё больше последователей из всего социально-экономического спектра. Существенным проявлением дауншифтинга является увеличение времени, затрачиваемого на занятия, не связанные с работой, которые, вкупе с различной демографией последователей, культивируют более высокую степень гражданской вовлеченности и социального взаимодействия.
На практике дауншифтинг нередко предполагает поведенческую смену и/или смену стиля жизни. Большинство случаев дауншифтинга это следствие добровольного выбора в результате переосмысления смысла жизни, но естественные жизненные события, такие как рождение ребенка, новое хобби, частичная потеря здоровья или потеря работы также могут являться причиной того, что люди становятся дауншифтерами. Кроме того, есть временной аспект, ибо дауншифтинг может быть как постоянным, так и временным. Если оценивать успех в терминах удовлетворенности своей жизнью, то дауншифтинг часто (но не всегда!) можно отнести к разновидности восходящей социальной мобильности, т.к. человек перестает стараться казаться и начинает жить, ориентируясь на свое восприятие жизни, перестает оглядываться на зеркало чужих глаз.

## Методы

### Работа и доход
Поскольку дауншифтинг в основном базируется на неудовлетворённости условиями труда или производственной среды, самой распространённой формой дауншифтинга является карьерный (рабочий) дауншифтинг. Философия «живи, чтобы работать» заменяется моделью «работай, чтобы жить». Переориентация экономических приоритетов сдвигает баланс между работой и личной жизнью в сторону последнего.
С экономической точки зрения карьерный (рабочий) дауншифтинг выражается в снижении текущего или потенциального дохода, рабочего времени и уровня потребления. Следовательно, дауншифтер начинает зарабатывать меньше прежнего или меньше других людей,  взамен получая нематериальные блага.
На уровне индивидуума рабочий дауншифтинг выражается в добровольном сокращении годового дохода. Дауншифтеры видят основной смысл жизни вне рабочего пространства и, следовательно, делают выбор в пользу сокращения времени, проводимого на работе, что, в свою очередь, вызывает сокращение материального дохода. Такие действия, как работа на половину ставки или полное прекращение сверхурочной работы для увеличения прибыли, также могут являться примерами дауншифтинга.
Карьерный дауншифтинг является другим способом дауншифтинга экономического характера, который влечёт за собой отмену стремления к богатству, продвижения по карьерной лестнице, занятия более высокого социального статуса как атрибутов успеха в обществе. Так называемый фриланс, работа на дому или начинание собственного бизнеса, тоже являются примерами карьерного дауншифтинга, хотя они и не предполагают полного отказа от работы.
Людьми перечисляется много причин для выбора в пользу дауншифтинга и обычно эти причины базируются на так называемом «анализе издержек и выгод». Высокий стресс, давление со стороны работодателя для увеличения производительности и бесконечные командировки являются издержками работы. Поэтому дауншифтеры склонны выбирать нематериальные ценности, такие как досуг, здоровье, увеличение времени, уделяемого семье, или личная свобода вместо продвижения по карьерной лестнице или богатства.

### Потребительские привычки
Другой аспект дауншифтинга предполагает разумные потребительские расходы или применение альтернативных форм потребления. Сторонники дауншифтинга указывают на консьюмеризм и погоню за брендами и новинками как на первичный источник стресса и неудовлетворенности, потому что они порождают общество индивидуалистических потребителей, которые измеряют социальный статус и счастье недостижимым количеством материальных ценностей. Вместо того, чтобы покупать подряд вещи для личного удовлетворения, потребительский дауншифтинг предполагает покупку только тех вещей, которые действительно необходимы и, таким образом, фокусируется на качестве, а не на количестве.
Подобное перестроение потребительских приоритетов смещает акцент с демонстрации статуса товара на его практичное использование и, следовательно, можно говорить, что дауншифтеры менее восприимчивы к брендам. Эти потребительские привычки также способствуют тому, что теперь можно выбирать в пользу меньшего рабочего времени и меньших доходов, потому что расходы уменьшаются пропорционально.

### Факторы, делающие дауншифтинг возможным
Изменения в общественной политике, особенно в развитых странах, сделали дауншифтинг более доступным для большего числа населения. Всеобщая система здравоохранения, бесплатное либо дешёвое образование, всевозможные гранты и пособия и устойчивая пенсионная система позволили освободить людей от бремени постоянного накопления денег на элементарные нужды. Ускоренное развитие научно-технического прогресса, современные технологии позволяют бизнесу и правительству внедрять более гибкую систему рабочих часов, работу на полставки и прочие нетрадиционные подходы для того, чтобы люди могли меньше работать и уделять больше времени личной жизни, одновременно поддерживая приемлемый для себя уровень безработицы. Стимулирующие законодательства в области малого бизнеса, уменьшения всякого рода надзорных проверок и снижение налогового бремени поощряют всё больше людей открывать свое дело и, следовательно, способствуют тому, что люди могут увольняться с прежнего места работы и работать на себя.

## Влияние на общественные процессы

### Влияние на демографические процессы
Из-за хаотичного темпа жизни в мегаполисах и присущего ему стресса дауншифтеры переезжают из больших городов в места, которые предполагают более спокойный темп жизни (городские окраины, маленькие города-спутники, дачные массивы, деревни и тому подобное). Ускоряют эту тенденцию также стремительное проникновение Интернета и других современных технологий даже в самые труднодоступные районы. При этом, ввиду доступности Интернета, дауншифтинг не удаляет этот пласт людей (дауншифтеры) из господствующей культуры в обществе. Иными словами, дауншифтеры — люди современные и имеют равный доступ к информационным ресурсам, ибо современные технологии позволяют дистанционно получать образование и выполнять работу, оперативно узнавать о последних событиях в мире и тому подобное, не находясь при этом в центре мегаполисов.
Дауншифтинг положительно влияет на стабильность семейных отношений и уровень рождаемости, так как часть высвободившегося времени, которое ранее забирали работодатель и офис, уделяется сексуальным отношениям и рождению детей.

### Влияние на социально-политические процессы
Несмотря на то, что мотивы дауншифтинга вызваны личными желаниями, а не политическими взглядами, он определяет сверхпотребление или загрязнение окружающей среды как источник недовольства. Известно, что сверхпотребление основывается на непропорционально чрезмерном использовании природных ресурсов, что, в свою очередь, вызывает загрязнение окружающей среды и  ухудшение климата. Дауншифтеры, проповедующие бережливое отношение к ресурсам и делающие больший акцент на нематериальных ценностях, чем на материальных, рано или поздно начинают негативно относиться к сверхпотреблению. В современном мире, когда периоды волатильности и турбулентности возникают чаще, чем раньше, дауншифтеры представляют собой в основном политически равнодушную категорию населения, в отличие от набирающей темпы политики популизма, концентрирующей электорат вокруг себя через апелляции к широким массам и обещающая им скорое решение социально-экономических проблем. Следовательно, последователи дауншифтинга остаются индифферентными к попыткам политиков-популистов привлечь внимание к неразумному использованию средств налогоплательщиков правительствами (т.н. hip-pocket nerve).

## Упоминания термина в массовой культуре
- В январе 2016 года во время выступления на Гайдаровском форуме глава Сбербанка Герман Греф назвал Россию «страной-дауншифтером»[9].
- Своеобразный вариант отечественного дауншифтинга описан в романе в очерках современного российского писателя Алексея А. Шепелёва «Москва-bad. Записки столичного дауншифтера»[10][11], а также в его продолжении «Мир-село и его обитатели»[12], которое, по оценке критики, является не столько сатирой, сколько художественным диагнозом «экзистенциального бездомья» современного интеллигента[13].